# Pałac w Komorowie
Pałac w Komorowie – zabytkowy pałac  w Komorowie – wsi w Polsce, w województwie dolnośląskim, w powiecie świdnickim, w gminie Świdnica.

## Historia
Dwuskrzydłowy obiekt wybudowany w  1800 r., zwieńczony dachem mansardowym z lukarnami, jest częścią zespołu pałacowego, w skład którego wchodzi jeszcze park krajobrazowy ze stawem i pozostałościami ogrodu z XVIII w. oraz budynki gospodarcze położone na dziedzińcu folwarcznym: dwie oficyny mieszkalne z XIX w., stajnia, obora, budynki inwentarskie, spichlerz, trzy stodoły z XIX w.